# Prossimo
Prossimo è un termine che indica vicinanza o affinità, spaziale o temporale, a qualcuno o a qualcosa, spesso nel senso di "seguire", "venire dopo". In questo senso il "Prossimo" dell'Israelita storico era il "vicino": concetto estensibile anche a chi era autorizzato a vivere nel territorio israelitico, pur non essendo seguace dell'Ebraismo né adoratore di dei pagani.
Nella teologia cristiana il termine "Prossimo" intende invece qualsiasi essere umano, anche tradizionalmente un nemico, verso cui esprimere la caritas additata come dovere da Gesù, spiegata nel Vangelo con la parabola del buon samaritano; il prossimo è colui che nell'immediato (temporalmente né prima né poi), per incontro o per relazione, ci elargisce il suo aiuto (il Samaritano è il prossimo del suo nemico Israelitico che aveva incontrato i briganti e che, malgrado l'inimicizia storica tra Israeliti e Samaritani, lo soccorre, lo cura e lo affida a un terzo, pagando le spese dello sventurato che era stato ferito).
Nei Vangeli Dio e il Prossimo sono i destinatari del duplice Comandamento dell'amore. Marco 12,28-31 unisce inscindibilmente l'amore per Dio a quello del prossimo. 
La prima lettera di Giovanni contrappone all'amore cristiano l'invidia di Caino, "che era dal diavolo" e uccise il fratello a motivo delle sue opere "giuste". Entrambi offrivano sacrifici al medesimo Dio, ma solo Abele era gradito e conforme alla legge che imponeva di offrire le primizie del raccolto o i primogeniti del gregge.
Caino è tentato dall'istinto del peccato, e Dio vieta la sua uccisione, assegnandogli una terra dove vivere in esilio.

## Estensioni

### Gli angeli
Il Prossimo comprende anche l'angelo custode, che secondo il Libro dell'Esodo è abitato dal nome di Dio (il mio nome è in lui).
Per questo motivo al credente sono richiesti rispetto, ascolto e obbedienza alle sue parole e opere.

### Il creato visibile
Nel Credo niceno, Dio viene pregato come creatore di tutte le cose visibili e invisibili (quali lo Spirito Santo e gli angeli).
Con il termine "prossimo" si intenderebbe tutto il creato visibile, comprendendovi il regno minerale, vegetale e animale. L'ordine divino e naturale della creazione verrebbe ad avere gradi e priorità diverse di amore, come testimoniato da san Francesco d'Assisi: Dio, gli angeli e i santi, il prossimo umano, le altre creature a noi prossime.
Anche all'interno degli altri regni della natura potrebbe essere ravvisata una priorità, in base alla loro immagine e somiglianza con l'uomo (o gli angeli), e con Dio Creatore per loro tramite. A una maggiore perfezione terrena corrisponderebbero una maggiore dignità nei confronti di Dio, e amore anche da parte del genere umano.
In modo controverso la cosiddetta teologia degli animali dell'autore ebraico italiano De Benedetti è giunta a sviluppare una semi-personificazione degli animali, dotati di coscienza e possibili candidati alla vita eterna.

## Eccezioni
Il comandamento dell'amore universale si traduce generalmente in un'esistenza pacifica, tollerante e non violenta. Questo effetto trova alcune eccezioni nella dottrina del tirannicidio, elaborata dalla Scolastica, e prima ancora da autori patristici.
Nel Vangelo secondo Giovanni il prossimo è il fratello battezzato, discepolo di Cristo che condivide la stessa fede. Così, nella lavanda dei piedi i discepoli sono chiamati a lavarsi i piedi gli uni gli altri, seguendo l'esempio di Gesù (Giovanni 13,14). 
Diversamente, nella parabola del buon samaritano  (Luca 10,37) il prossimo è identificato con colui che ha soccorso la persona aggredita dai tre briganti. Anche Matteo 25,40 fa riferimento ai "fratelli più piccoli" di Gesù che sono sparsi tra tutte le genti e che tutti i popoli sono chiamati ad aiutare.
Nella Bibbia e nella tradizione agiografica dei santi esistono casi nei quali il prossimo è stato legittimamente:
- aggredito (con probabili uccisioni) per liberare un famigliare, le donne del popolo e rientrare in possesso dei propri beni (Genesi 14),
- materialmente ucciso, per l'adorazione e il rispetto della Legge (1 Maccabei)
- ucciso, mediante una preghiera esaudita dal Dio di Israele (agiografia di Simone Mago)

Genesi 14
Genesi 14:13-24 contiene la narrazione di Abramo che libera Lot, con un'imboscata notturna di 318 servitori armati e l'inseguimento finale del nemico.
Mentre il sommo sacerdote Melchisedek, principe di Salem, offre il pane e il vino a Dio, Abramo viene benedetto davanti al re di Sodoma nella Valle dei Re.
Esodo 2,11-15
Mosè uccide un egiziano che percuoteva un Ebreo, "suo fratello".
1 Maccabei
1 Maccabei 2:15-28 riferisce l'opera di Mattatia che uccide i messaggeri del re nemico, "incaricati di costringere all'apostasia" e a compiere sacrifici in onore di divinità pagane. Mattatia elimina anche il primo israelita che si era dichiarato pronto a convertirsi al nuovo culto, deviando dal rispetto della legge e dell'Alleanza fra uomo e Dio.
Simone Mago
Una tradizione agiografica, non presente nel testo biblico, riferisce che Pietro e Paolo apostolo avrebbero pregato lo Spirito Santo Dio contro Simone Mago, loro rivale a Roma nel convertire le folle, finché, ai demoni che invisibilmente lo sostenevano nelle sue acrobazie, fu ordinato di lasciarlo cadere.